# هیجبارک
هیجبارَک  جماعت و شهرکی در کشور تاجیکستان است که در ناحیهٔ رشت ناحیه‌های تابع جمهوری قرار دارد. جمعیت این جماعت ۶۸۷۱ است.